# Perú en los Juegos Olímpicos de Melbourne 1956
Perú estuvo representado en los Juegos Olímpicos de Melbourne 1956 por un total de 8 deportistas masculinos que compitieron en tiro deportivo.
El equipo olímpico peruano no obtuvo ninguna medalla en estos Juegos.